# Велтри (Козенца)
Велтри је насеље у Италији у округу Козенца, региону Калабрија.
Према процени из 2011. у насељу је живело 17 становника. Насеље се налази на надморској висини од 384 м.